# Raffaele Di Gennaro
Raffaele Di Gennaro (Saronno, 3 ottobre 1993) è un calciatore italiano, portiere dell'Inter.

## Caratteristiche tecniche
Portiere dotato di un buon fisico, si distingue per la reattività tra i pali e per la capacità di effettuare uscite basse.

## Carriera

### Club

#### Giovanili dell'Inter
Approda all'Inter nel 2002, venendo prelevato da una squadra di un oratorio di Saronno denominata Prealpi. Dopo aver fatto tutta la trafila delle giovanili, nell'estate 2010 viene aggregato alla formazione Primavera. Dopo una prima stagione in cui colleziona solo sette presenze, a causa di alcuni problemi fisici, nella stagione 2011-2012 è tra i protagonisti della squadra che vince la prima edizione della NextGen Series, una competizione riservata alle migliori formazioni europee Under-19 e antesignana della Youth League. Nella stessa stagione conquista anche il campionato Primavera, pur non giocando, a causa di un infortunio, la finale vinta per 3-2 contro la Lazio.

#### Prestiti in Serie B
Il 5 luglio 2013 passa al Cittadella con la formula del prestito. Debutta in Serie B e tra i professionisti il 24 agosto seguente, nella partita pareggiata per 0-0 contro lo Spezia. Gioca in tutto 39 partite di campionato e 2 di Coppa Italia.
Nella stagione seguente viene ingaggiato in prestito dal Latina. Gioca 28 partite in Serie B e si piazza all'11º posto nella top 15 dei portieri del campionato, secondo la classifica IVG della Lega Serie B. Il 10 luglio 2015 il prestito viene prolungato per un'altra stagione ma, complice anche un infortunio alla mano, perde presto il posto da titolare e disputa solo la prima parte di stagione, raccogliendo 13 presenze in campionato e una in Coppa Italia.
A fine campionato fa ritorno all'Inter, che lo cede in prestito prima alla Ternana per la stagione 2016-2017, dove raccoglie 16 presenze, e poi allo Spezia per quella 2017-2018, dove gioca 23 partite.

#### Serie minori
Tornato all'Inter, il 3 settembre 2018 viene inserito nella lista per la Champions League come quarto portiere. Rimasto svincolato a fine stagione, il 13 agosto 2019 firma un contratto biennale con il Catanzaro, in Serie C, ritrovando il posto da titolare. Con i calabresi disputa due campionati, collezionando 22 presenze nel campionato 2019-2020 e altrettante in quello 2020-2021.
Il 14 agosto 2021 viene ingaggiato dal Pescara, retrocesso in Serie C. Gioca 11 partite in campionato con gli abruzzesi, prima di operarsi a novembre per la rottura di una clavicola.
Il 21 luglio 2022 firma per il Gubbio, sempre in Serie C. La stagione con gli umbri è segnata da alcuni traguardi di squadra, come il raggiungimento della fase nazionale dei play-off, e personali, come il superamento delle 200 presenze tra i professionisti e il titolo di miglior portiere del girone B della Serie C.

#### Ritorno all'Inter
Il 13 luglio 2023 fa ritorno all'Inter, venendo ingaggiato per ricoprire il ruolo di terzo portiere al posto di Alex Cordaz. Il 22 gennaio 2024, pur senza scendere in campo nella finale di Supercoppa italiana vinta dai nerazzurri per 1-0 contro il Napoli, conquista il suo primo trofeo in carriera. Esattamente tre mesi dopo, in occasione del derby di Milano vinto per 2-1, conquista il suo primo scudetto nonché il ventesimo della storia nerazzurra. Fa il suo debutto con la maglia nerazzurra il 26 maggio, subentrando al posto di Emil Audero al 68º dell'ultima di campionato contro il Verona, senza subire gol alla sua prima apparizione in Serie A.

### Nazionale
Il 1º ottobre 2008 fa il suo esordio con la nazionale Under-16, nell'amichevole pareggiata per 2-2 contro il Belgio. Il 6 settembre 2013 debutta anche con la nazionale Under-20, nella 1ª giornata del Torneo Quattro Nazioni pareggiata per 3-3 contro la Svizzera.

## Statistiche

### Presenze e reti nei club
Statistiche aggiornate al 26 maggio 2024.
| Stagione         | Squadra          | Campionato       | Campionato | Campionato | Coppe nazionali | Coppe nazionali | Coppe nazionali | Coppe continentali | Coppe continentali | Coppe continentali | Altre coppe | Altre coppe | Altre coppe | Totale | Totale | Totale |
| Stagione         | Squadra          | Comp             | Pres       | Reti       | Comp            | Pres            | Reti            | Comp               | Pres               | Reti               | Comp        | Pres        | Reti        | Pres   | Reti   |        |
| ---------------- | ---------------- | ---------------- | ---------- | ---------- | --------------- | --------------- | --------------- | ------------------ | ------------------ | ------------------ | ----------- | ----------- | ----------- | ------ | ------ | ------ |
| 2013-2014        | Cittadella       | B                | 39         | -47        | CI              | 2               | -4              | -                  | -                  | -                  | -           | -           | -           | 41     | -51    |        |
| 2014-2015        | Latina           | B                | 28         | -23        | CI              | 0               | 0               | -                  | -                  | -                  | -           | -           | -           | 28     | -23    |        |
| 2015-2016        | Latina           | B                | 13         | -15        | CI              | 1               | -4              | -                  | -                  | -                  | -           | -           | -           | 14     | -19    |        |
| Totale Latina    | Totale Latina    | Totale Latina    | 41         | -38        |                 | 1               | -4              |                    | -                  | -                  |             | -           | -           | 42     | -42    |        |
| 2016-2017        | Ternana          | B                | 16         | -23        | CI              | 0               | 0               |                    | -                  | -                  |             | -           | -           | 16     | -23    |        |
| 2017-2018        | Spezia           | B                | 23         | -18        | CI              | 0               | 0               | -                  | -                  | -                  | -           | -           | -           | 23     | -18    |        |
| 2018-2019        | Inter            | A                | 0          | 0          | CI              | 0               | 0               | UCL+UEL            | 0+0                | 0+-0               | -           | -           | -           | 0      | 0      |        |
| 2019-2020        | Catanzaro        | C                | 22         | -24        | CI-C            | 2               | -1              | -                  | -                  | -                  | -           | -           | -           | 24     | -25    |        |
| 2020-2021        | Catanzaro        | C                | 20+2       | -13        | CI-C            | 1               | -2              | -                  | -                  | -                  | -           | -           | -           | 23     | -15    |        |
| Totale Catanzaro | Totale Catanzaro | Totale Catanzaro | 42+2       | -37        |                 | 3               | -3              |                    | -                  | -                  |             | -           | -           | 47     | -40    |        |
| 2021-2022        | Pescara          | C                | 11         | -14        | CI-C            | 1               | 0               | -                  | -                  | -                  | -           | -           | -           | 12     | -14    |        |
| 2022-2023        | Gubbio           | C                | 30 + 4     | -17 + -5   | CI-C            | 0               | 0               | -                  | -                  | -                  | -           | -           | -           | 34     | -22    |        |
| 2023-2024        | Inter            | A                | 1          | 0          | CI              | 0               | 0               | UCL                | 0                  | 0                  | SI          | 0           | 0           | 1      | 0      |        |
| 2024-2025        | Inter            | A                | 0          | 0          | CI              | 0               | 0               | UCL                | 0                  | 0                  | SI+Cmc      | 0           | 0           | 0      | 0      |        |
| Totale Inter     | Totale Inter     | Totale Inter     | 1          | 0          |                 | 0               | 0               |                    | 0                  | 0                  |             | 0           | 0           | 1      | 0      |        |
| Totale carriera  | Totale carriera  | Totale carriera  | 209        | -198       |                 | 7               | -11             |                    | 0                  | 0                  |             | 0           | 0           | 216    | -209   |        |

## Palmarès

### Club

#### Competizioni giovanili
- Champions Under-18 Challenge: 1

Inter: 2009-2010
- NextGen Series: 1

Inter: 2011-2012
- Campionato Primavera: 1

Inter: 2011-2012

#### Competizioni nazionali
- Supercoppa italiana: 1

Inter: 2023
- Campionato italiano: 1

Inter: 2023-2024